# Kondicionál
Podmiňovací způsob (kondicionál) je slovesný způsob, jímž se vyjadřuje, že uskutečnění určitého děje nebo stavu je podmíněno jistými okolnostmi. Kondicionál je rovněž možné využít k vyjádření zdvořilé žádosti (mohl byste mi prosím říci…?).

## Podmiňovací způsob v různých jazycích

### Čeština
V češtině se tvoří podmiňovací způsob přítomný a minulý. Kondicionál přítomný vyjadřuje děj nebo stav, který sice dosud nenastal, ale mohl by za určitých podmínek nastat. Kondicionál minulý se používá k vyjádření, že nějaký děj mohl nastat v minulosti, ale nenastal z důvodu nesplnění podmínek. Jeho uskutečnění již není možné.
Příklad:
- Udělal bych to, kdybys mi slíbil, že… (tj. je zde možnost, že to za jistých okolností udělám; kondicionál přítomný)
- Byl bych to udělal, kdybys mě byl o to požádal. (tj. bylo možné to udělat, ale nestalo se tak, nyní už to (zřejmě) možné není; kondicionál minulý)

Přítomný kondicionál se tvoří pomocí příčestí činného (minulého) a zvláštních tvarů pomocného slovesa být. Tyto původně aoristové tvary se chovají jako příklonky, stojí proto ve větě na druhém místě. Následující příklad je pro rod mužský životný:
| Osoba | Jednotné číslo | Množné číslo   |
| ----- | -------------- | -------------- |
| 1.    | Dělal bych.    | Dělali bychom. |
| 2.    | Dělal bys.     | Dělali byste.  |
| 3.    | Dělal by.      | Dělali by.     |

Minulý kondicionál navíc přibírá příčestí činné (minulé) slovesa být.
| Osoba | Jednotné číslo  | Množné číslo        |
| ----- | --------------- | ------------------- |
| 1.    | Byl bych dělal. | Byli bychom dělali. |
| 2.    | Byl bys dělal.  | Byli byste dělali.  |
| 3.    | Byl by dělal.   | Byli by dělali.     |

By je také součástí spojek aby a kdyby, které rovněž přijímají stejné osobní koncovky:
Kdybych nepracoval, nedostal bych výplatu.

### Angličtina
V angličtině se přítomný kondicionál tvoří pomocí pomocného slova would a slovesa v základním tvaru (infinitivu).
| Osoba | Jednotné číslo          | Množné číslo  |
| ----- | ----------------------- | ------------- |
| 1.    | I would do (dělal bych) | we would do   |
| 2.    | you would do.           | you would do. |
| 3.    | he would do             | they would do |

Pro tvoření minulého kondicionálu se používá minulý infinitiv, tj. konstrukce would have + příčestí trpné. Na rozdíl od češtiny je v angličtině nutné správně rozlišovat mezi minulým a přítomným kondicionálem.
| Osoba | Jednotné číslo                     | Množné číslo         |
| ----- | ---------------------------------- | -------------------- |
| 1.    | I would have done (byl bych dělal) | we would have done   |
| 2.    | you would have done                | you would have done  |
| 3.    | he would have done                 | they would have done |

V souvětí s podmiňovací větou se v angličtině používá pomocné slovo would jen v podmíněné (hlavní) větě, nikoli v podmiňovací (vedlejší), kde se používá konjunktiv (hovorově préteritum) u přítomné podmínky a plusquamperfektum u minulé podmínky. Například:
- If I were you, I would do it. = Kdybych byl na tvém místě, udělal bych to.
- If you had called me, I would have come. = Kdybys mi byl zavolal, byl bych přišel.

### Finština
Ve finštině se kondicionál tvoří jak v přítomném čase, tak perfektu pomocí zvláštní přípony -isi-.
| Osoba | Jednotné číslo     | Množné číslo |
| ----- | ------------------ | ------------ |
| 1.    | menisin (šel bych) | menisimme    |
| 2.    | menisit            | menisitte    |
| 3.    | hän menisi         | he menisivät |

V perfektu se naprosto stejným způsobem přidává koncovka k pomocnému slovesu olla – „být“. S běžným minulým časem, imperfektem (ve finštině totéž co préteritum), se podmiňovací způsob vytvořit nedá. Podmiňovací způsob lze samozřejmě vytvořit jak v činném, tak trpném rodě.